# Ellerslie Racecourse

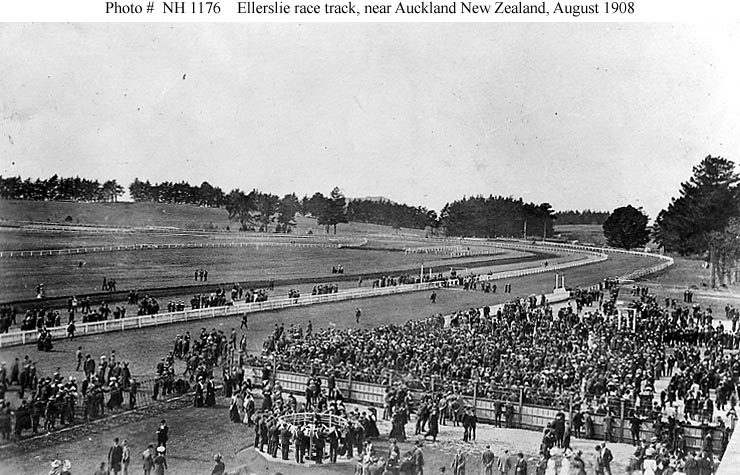
Een beeld van Ellerslie Racecourse in 1908

Ellerslie Racecourse is een paardenrenbaan in de agglomeratie van Auckland (Nieuw-Zeeland), gelegen tussen de voorsteden Remuera en Ellerslie. Het is de voornaamste renbaan in Nieuw-Zeeland. Ze wordt uitgebaat door de Auckland Racing Club, die er gevestigd is. Het is een golvende grasbaan voor vlakkebaanrennen met een omtrek van bijna 2 kilometer. Ernaast is er een steeplechasebaan. Op het binnenterrein is een klein golfterrein.
De eerste rennen vonden hier plaats in 1874. Op 9 januari van dat jaar werd de Auckland Racing Club opgericht door de samenvoeging van de Auckland Jockey Club en de Auckland Turf Club.
Er worden tegenwoordig rond de 25 racedagen georganiseerd per jaar. Hoogtepunten zijn de New Zealand Bloodstock Karaka Million, een wedstrijd voor tweejarige paarden met een prijzenpot van 1 miljoen dollar, die gehouden wordt in het weekend van Auckland Anniversay Day (dit is de maandag die het dichtst bij 29 januari valt), en Auckland Cup Week in maart, waarin de New Zealand Derby en de Auckland Cup betwist worden. De belangrijkste steeplechase is de Great Northern Steeplechase, die sedert 2005 in september wordt gehouden. Deze wedstrijd van 6400 m met 25 hindernissen is de langste paardenrace in Oceanië.
Het bekende renpaard Sunline werd begraven op Ellerslie Racecourse. Tijdens de Auckland Cup Week van 2012 werd een bronzen beeld van Sunline naast haar graf ingehuldigd.